# Bojan Korošec
Bojan Korošec, slovenski politik, poslanec in zdravnik, * 22. november 1951.

## Življenjepis
Leta 1992 je bil izvoljen v 1. državni zbor Republike Slovenije; v tem mandatu je bil član naslednjih delovnih teles:
- Odbor za infrastrukturo in okolje (podpredsednik),
- Komisija za narodni skupnosti,
- Komisija za peticije (do 22. junija 1995),
- Odbor za kmetijstvo in gozdarstvo,
- Odbor za mednarodne odnose (od 6. oktobra 1994),
- Odbor za zdravstvo, delo, družino in socialno politiko in
- Preiskovalna komisija za parlamentarno preiskavo o vpletenosti in odgovornosti javnih funkcij v zvezi z najdbo orožja na mariborskem letališču.